# Michaił Kudzielka
Michaś Czarot, właśc. Michaś Kudzielka, biał. Міхась Кудзелка (ur. 7 listopada 1896 w Rudiensku – zm. 14 grudnia 1938 w Mińsku), pisarz białoruski, z zawodu nauczyciel. W roku 1923 współzałożyciel, potem przywódca ugrupowania literackiego Maładniak. W latach 1925 – 1929 redaktor gazety "Sawieckaja Biełaruś". Był autorem wierszy, poematów (Bosi pośród ognia 1922, polski przekład fragmentu w Antologii poezji białoruskiej 1978), opowiadań o rewolucji październikowej 1917, wojnie domowej i przemianach ustrojowych na Białorusi, w późniejszym czasie był przez władze radzieckie represjonowany, zmarł w więzieniu w Mińsku.